# Щигровский район
Щигро́вский райо́н — административно-территориальная единица (район) и муниципальное образование (муниципальный район) на северо-востоке Курской области России.
Административный центр — город Щигры (в район не входит).

## География
Площадь 1220 км². Район граничит с городским округом г. Щигры, Черемисиновским, Тимским, Солнцевским, Золотухинским и Курским районами Курской области, а также с Колпнянским районом Орловской области.
Основные реки — Тускарь (протяженность на территории района — 27 км), Рать (31 км), Щигор (15 км), Косоржа (20 км), Красная и Теребуж (по 14 км).

## История
Район образован 16 июля 1928 года из Щигровского уезда в результате административной реформы по укрупнению. С 1928 по 1930 год район входил в состав Курского округа Центрально-Чернозёмной области.
В 1929 году в Курском округе проводился эксперимент по изменению системы управления окружно-районным аппаратом (передача основных функций управления из окружного центра в районы). Среди районов Щигровский район был выделен опытно-показательным.
В 1930 году существование округов было признано нецелесообразным и 23 июля 1930 года округа были упразднены, Щигровский район перешел в подчинение областному центру (город Воронеж).
13 июня 1934 года была образована Курская область, в состав которой вошел и Щигровский район.
В 1956 году к Щигровскому району был присоединён Кривцовский район.

## Население
| 1959    | 1970    | 1979    | 1989    | 2002    | 2007    | 2009    | 2010    | 2011    |
| ------- | ------- | ------- | ------- | ------- | ------- | ------- | ------- | ------- |
| 51 881  | ↘30 418 | ↘22 251 | ↘18 072 | ↘15 099 | ↘13 347 | ↘13 001 | ↘11 994 | ↘11 897 |
| 2012    | 2013    | 2014    | 2015    | 2016    | 2017    | 2018    | 2019    | 2020    |
| ↘11 528 | ↘11 180 | ↘10 828 | ↘10 590 | ↘10 272 | ↘10 111 | ↘9975   | ↘9812   | ↘9635   |
| 2021    | 2024    |         |         |         |         |         |         |         |
| ↘9470   | ↘9127   |         |         |         |         |         |         |         |

### Национальный состав
По итогам переписи населения 2020 года проживали следующие национальности (национальности менее 0,1 % и другое, см. в сноске к строке «Другие»):
| Национальность | Численность, чел. | Доля     |
| -------------- | ----------------- | -------- |
| Русские        | 9279              | 97,98 %  |
| Армяне         | 40                | 0,42 %   |
| Украинцы       | 17                | 0,18 %   |
| Аварцы         | 12                | 0,13 %   |
| Другие         | 122               | 1,29 %   |
| Итого          | 9470              | 100,00 % |

## Административное деление
Щигровский район как административно-территориальная единица включает 18 сельсоветов.
В рамках организации местного самоуправления в муниципальный район входят 18 муниципальных образований со статусом сельских поселений.
| №  | Муниципальное образование    | Административный центр | Количество населённых пунктов | Население (чел.) | Площадь (км²) |
| -- | ---------------------------- | ---------------------- | ----------------------------- | ---------------- | ------------- |
| 1  | Большезмеинский сельсовет    | село Большой Змеинец   | 6                             | ↘282             | 44,09         |
| 2  | Вишнёвский сельсовет         | посёлок Вишневка       | 7                             | ↘528             | 47,56         |
| 3  | Вышнеольховатский сельсовет  | деревня Апухтина       | 10                            | ↘239             | 64,90         |
| 4  | Вязовский сельсовет          | село Вязовое           | 1                             | ↘62              | 55,41         |
| 5  | Защитенский сельсовет        | село Защитное          | 10                            | ↘472             | 105,75        |
| 6  | Знаменский сельсовет         | деревня Пожидаевка     | 17                            | ↗480             | 82,50         |
| 7  | Касиновский сельсовет        | деревня Касиновка      | 4                             | ↘126             | 39,63         |
| 8  | Косоржанский сельсовет       | село Косоржа           | 6                             | ↗591             | 57,64         |
| 9  | Кривцовский сельсовет        | деревня Кривцовка      | 14                            | ↘277             | 75,90         |
| 10 | Крутовский сельсовет         | деревня Крутое         | 7                             | ↘394             | 53,70         |
| 11 | Мелехинский сельсовет        | село 2-е Мелехино      | 11                            | ↘313             | 66,81         |
| 12 | Никольский сельсовет         | деревня Длинная        | 9                             | ↘394             | 76,40         |
| 13 | Озёрский сельсовет           | посёлок Плодовый       | 6                             | ↘339             | 59,69         |
| 14 | Охочевский сельсовет         | деревня 1-я Семёновка  | 23                            | ↗2473            | 135,68        |
| 15 | Пригородненский сельсовет    | слобода Пригородняя    | 6                             | ↗1461            | 90,09         |
| 16 | Теребужский сельсовет        | село Нижний Теребуж    | 12                            | ↗344             | 58,98         |
| 17 | Титовский сельсовет          | деревня Басово         | 12                            | ↘406             | 85,20         |
| 18 | Троицкокраснянский сельсовет | деревня Сидоровка      | 6                             | ↗289             | 65,43         |

История административно-территориального деления
В послевоенные годы на территории Щигровского района находилось и действовало 23 сельсовета. В июне 1954 года сельсоветы были укрупнены и их осталось 15, в городе Щигры действовал городской совет депутатов трудящихся.
Указом Президиума Верховного Совета РСФСР от 1 февраля 1963 года районы Курской области были укрупнены. К Щигровскому районы были присоединены Тимский и Черемисиновский районы. На территории укрупнённого Щигровского района находились 35 сельсоветов. Город Щигры получил статус «города областного подчинения» и, тем самым, был выведен из состава района.
В марте 1964 года Тимский район был восстановлен, в Щигровском районе осталось 24 сельсовета. С 1964 по 1967 год в административно-территориальном делении Щигровского района происходили незначительные изменения, связанные с переименованием, объединением и упразднением некоторых населённых пунктов и сельсоветов.
Указом Президиума Верховного совета РСФСР от 30 декабря 1966 года и решением Курского облисполкома от 2 января 1967 года был восстановлен Черемисиновский район. На территории Щигровского района осталось 12 сельсоветов.
На 1 января 1968 года на территории Щигровского района находилось 15 сельсоветов и 188 населённых пунктов.
В сентябре 1979 года был образован Озёрский сельсовет.
В ноябре 1990 года были образованы Большезмеинский и Касиновский сельсоветы.
В ходе муниципальной реформы 2006 года в составе новообразованного муниципального района законом Курской области от 21 октября 2004 года в границах сельсоветов были созданы 18 муниципальных образований со статусом сельского поселения.

## Населённые пункты
В Щигровском районе 167 населённых пунктов (все — сельские).
| №   | Населённый пункт   | Тип             | Население | Муниципальное образование    |
| --- | ------------------ | --------------- | --------- | ---------------------------- |
| 1   | Авдеевка           | деревня         | ↘0        | Пригородненский сельсовет    |
| 2   | Алехина            | деревня         | ↘36       | Теребужский сельсовет        |
| 3   | Аносовка           | деревня         | ↘29       | Мелехинский сельсовет        |
| 4   | Аносовка           | деревня         | ↘16       | Теребужский сельсовет        |
| 5   | Апухтина           | деревня         | ↗126      | Вышнеольховатский сельсовет  |
| 6   | Ачкасово           | деревня         | ↘1        | Касиновский сельсовет        |
| 7   | Басово             | деревня         | ↘210      | Титовский сельсовет          |
| 8   | Басовские Хутора   | деревня         | ↘42       | Титовский сельсовет          |
| 9   | Белый Колодезь     | посёлок         | ↗14       | Защитенский сельсовет        |
| 10  | Березник           | посёлок         | ↘0        | Мелехинский сельсовет        |
| 11  | Берёзовик          | посёлок         | ↘10       | Кривцовский сельсовет        |
| 12  | Бобровка           | деревня         | ↘48       | Охочевский сельсовет         |
| 13  | Богородицкое       | село            | ↘18       | Знаменский сельсовет         |
| 14  | Болычевка          | деревня         | →36       | Теребужский сельсовет        |
| 15  | Большая Алексеевка | деревня         | ↘12       | Кривцовский сельсовет        |
| 16  | Большая Лозовка    | деревня         | ↘16       | Пригородненский сельсовет    |
| 17  | Большая Романовка  | деревня         | ↘53       | Кривцовский сельсовет        |
| 18  | Большая Сергеевка  | деревня         | ↘10       | Кривцовский сельсовет        |
| 19  | Большой Змеинец    | село            | ↘239      | Большезмеинский сельсовет    |
| 20  | Борисовка          | деревня         | ↘49       | Охочевский сельсовет         |
| 21  | Бритовка           | деревня         | ↘0        | Косоржанский сельсовет       |
| 22  | Бугровка           | деревня         | ↘0        | Защитенский сельсовет        |
| 23  | Букреевка          | деревня         | ↘2        | Теребужский сельсовет        |
| 24  | Быковка            | деревня         | ↘33       | Защитенский сельсовет        |
| 25  | Быковка            | деревня         | ↘0        | Косоржанский сельсовет       |
| 26  | Варламовка         | деревня         | ↘14       | Мелехинский сельсовет        |
| 27  | Васильково         | деревня         | ↘39       | Защитенский сельсовет        |
| 28  | Верхняя Гремячка   | деревня         | ↗61       | Охочевский сельсовет         |
| 29  | Витчиновка         | деревня         | ↗45       | Знаменский сельсовет         |
| 30  | Вишневка           | посёлок         | ↘494      | Вишнёвский сельсовет         |
| 31  | Вышнеольховатое    | село            | ↘145      | Вышнеольховатский сельсовет  |
| 32  | Вышний Теребуж     | деревня         | ↘60       | Теребужский сельсовет        |
| 33  | Вышняя Озерна      | село            | ↘64       | Защитенский сельсовет        |
| 34  | Вязовое            | село            | ↘62       | Вязовский сельсовет          |
| 35  | Грот               | посёлок         | ↘1        | Охочевский сельсовет         |
| 36  | Грязное            | деревня         | ↘3        | Знаменский сельсовет         |
| 37  | Грязный Колодезь   | деревня         | ↗4        | Титовский сельсовет          |
| 38  | Денисовка          | деревня         | ↘60       | Троицкокраснянский сельсовет |
| 39  | Длинная            | деревня         | ↘232      | Никольский сельсовет         |
| 40  | Дмитриевский       | посёлок         | ↘2        | Кривцовский сельсовет        |
| 41  | Дубовец            | посёлок         | ↘0        | Знаменский сельсовет         |
| 42  | Дубрава            | деревня         | ↘5        | Охочевский сельсовет         |
| 43  | Дунайка            | деревня         | ↘4        | Титовский сельсовет          |
| 44  | Желябовка          | деревня         | ↘17       | Знаменский сельсовет         |
| 45  | Желябовка          | деревня         | ↘50       | Кривцовский сельсовет        |
| 46  | Желябовка          | деревня         | ↘28       | Теребужский сельсовет        |
| 47  | Заречье            | деревня         | ↘37       | Большезмеинский сельсовет    |
| 48  | Защитное           | село            | ↘206      | Защитенский сельсовет        |
| 49  | Зелёная Роща       | посёлок         | ↘553      | Охочевский сельсовет         |
| 50  | Зюзинка            | деревня         | ↘63       | Вышнеольховатский сельсовет  |
| 51  | Ивановка           | деревня         | ↘7        | Вишнёвский сельсовет         |
| 52  | Илларионовка       | деревня         | ↘61       | Кривцовский сельсовет        |
| 53  | Интернациональная  | деревня         | ↘59       | Озёрский сельсовет           |
| 54  | Калинина           | посёлок         | ↘16       | Крутовский сельсовет         |
| 55  | Каменева Поляна    | деревня         | →21       | Мелехинский сельсовет        |
| 56  | Капитоновка        | деревня         | ↘4        | Большезмеинский сельсовет    |
| 57  | Карек              | деревня         | ↗16       | Крутовский сельсовет         |
| 58  | Карек              | посёлок         | ↘0        | Охочевский сельсовет         |
| 59  | Карташовка         | деревня         | ↘7        | Знаменский сельсовет         |
| 60  | Касиновка          | деревня         | ↘168      | Касиновский сельсовет        |
| 61  | Кашарка            | деревня         | ↘3        | Касиновский сельсовет        |
| 62  | Кирсановка         | деревня         | →0        | Вышнеольховатский сельсовет  |
| 63  | Козловка           | деревня         | ↘293      | Пригородненский сельсовет    |
| 64  | Колодезки          | деревня         |           | Крутовский сельсовет         |
| 65  | Колодезки          | деревня         | ↘81       | Озёрский сельсовет           |
| 66  | Конопляновка       | деревня         | ↘59       | Большезмеинский сельсовет    |
| 67  | Коршуновка         | деревня         | ↗30       | Вышнеольховатский сельсовет  |
| 68  | Косоржа            | село            | ↘539      | Косоржанский сельсовет       |
| 69  | Кресты             | деревня         | ↘34       | Охочевский сельсовет         |
| 70  | Кривцовка          | деревня         | ↘145      | Кривцовский сельсовет        |
| 71  | Крутое             | деревня         | ↘109      | Крутовский сельсовет         |
| 72  | Кукуевка           | деревня         | ↘12       | Защитенский сельсовет        |
| 73  | Кулига             | деревня         | ↘2        | Вышнеольховатский сельсовет  |
| 74  | Куликовка          | деревня         | ↘72       | Пригородненский сельсовет    |
| 75  | Кунач              | деревня         | ↘263      | Крутовский сельсовет         |
| 76  | Курносовка         | деревня         | ↘114      | Никольский сельсовет         |
| 77  | Курская Ольховатка | деревня         | ↘30       | Кривцовский сельсовет        |
| 78  | Лавровка           | деревня         | ↘0        | Вышнеольховатский сельсовет  |
| 79  | Лавровка           | деревня         | ↘40       | Охочевский сельсовет         |
| 80  | Леоновка           | деревня         | ↘31       | Теребужский сельсовет        |
| 81  | Лобановка          | деревня         | ↘45       | Охочевский сельсовет         |
| 82  | Логачевка          | деревня         | ↘7        | Косоржанский сельсовет       |
| 83  | Льва Толстого      | посёлок         | ↘353      | Охочевский сельсовет         |
| 84  | Мазыринский        | посёлок         | ↘19       | Знаменский сельсовет         |
| 85  | Маковка            | деревня         | ↘17       | Охочевский сельсовет         |
| 86  | Малая Алексеевка   | деревня         | ↘30       | Кривцовский сельсовет        |
| 87  | Малая Лозовка      | деревня         | ↘0        | Пригородненский сельсовет    |
| 88  | Малая Романовка    | деревня         | ↗26       | Кривцовский сельсовет        |
| 89  | Малая Сергеевка    | деревня         | ↘6        | Кривцовский сельсовет        |
| 90  | Малый Змеинец      | село            | ↘71       | Касиновский сельсовет        |
| 91  | Малый Щигорчик     | деревня         | ↘5        | Вишнёвский сельсовет         |
| 92  | Мальцевка          | деревня         | ↗9        | Вишнёвский сельсовет         |
| 93  | Масловка           | деревня         | ↘17       | Никольский сельсовет         |
| 94  | Матвеевка          | деревня         | ↘21       | Знаменский сельсовет         |
| 95  | Матвеевка          | деревня         | ↘74       | Озёрский сельсовет           |
| 96  | Медведев Колодезь  | деревня         | ↘16       | Мелехинский сельсовет        |
| 97  | Мещерские Дворы    | хутор           | ↘57       | Защитенский сельсовет        |
| 98  | Моисеевка          | деревня         | ↘12       | Теребужский сельсовет        |
| 99  | Набережная         | деревня         | ↘1        | Защитенский сельсовет        |
| 100 | Нижнекрасное       | деревня         | ↘22       | Троицкокраснянский сельсовет |
| 101 | Нижний Теребуж     | село            | ↘152      | Теребужский сельсовет        |
| 102 | Нижняя Озерна      | село            | ↘205      | Защитенский сельсовет        |
| 103 | Никольский         | посёлок         | ↗99       | Никольский сельсовет         |
| 104 | Новая Слобода      | село            | ↘28       | Знаменский сельсовет         |
| 105 | Новая Слободка     | посёлок         | ↘98       | Охочевский сельсовет         |
| 106 | Новая Чижовка      | деревня         | ↘29       | Знаменский сельсовет         |
| 107 | Новоалександровка  | деревня         | ↘18       | Кривцовский сельсовет        |
| 108 | Новодлинная        | деревня         | ↘17       | Никольский сельсовет         |
| 109 | Новомедведок       | посёлок         | ↘38       | Охочевский сельсовет         |
| 110 | Новосёловка        | деревня         | ↘55       | Большезмеинский сельсовет    |
| 111 | Новосёловка        | деревня         | ↘49       | Мелехинский сельсовет        |
| 112 | Новосергиевка      | деревня         | ↘33       | Титовский сельсовет          |
| 113 | Новоспасовка       | деревня         | ↘33       | Мелехинский сельсовет        |
| 114 | Озёрки             | деревня         | ↘20       | Озёрский сельсовет           |
| 115 | Осиновка           | деревня         | ↘15       | Вышнеольховатский сельсовет  |
| 116 | Охочевка           | село            | ↘202      | Охочевский сельсовет         |
| 117 | Первомайский       | посёлок         | ↘2        | Кривцовский сельсовет        |
| 118 | Пересуха           | деревня         | ↘112      | Косоржанский сельсовет       |
| 119 | Петровка           | деревня         | →6        | Охочевский сельсовет         |
| 120 | Плодовый           | посёлок         | ↘228      | Озёрский сельсовет           |
| 121 | Плоскобукреевка    | деревня         | ↘25       | Троицкокраснянский сельсовет |
| 122 | Плота              | посёлок         | ↘16       | Титовский сельсовет          |
| 123 | Пожидаевка         | деревня         | ↘271      | Знаменский сельсовет         |
| 124 | Пожидаевка         | деревня         | →0        | Охочевский сельсовет         |
| 125 | Полевое            | деревня         | ↘14       | Вишнёвский сельсовет         |
| 126 | Поповец            | деревня         | ↘12       | Знаменский сельсовет         |
| 127 | Поповецкие Выселки | хутор           | ↘12       | Знаменский сельсовет         |
| 128 | Пригородняя        | слобода         | ↘1242     | Пригородненский сельсовет    |
| 129 | Пушкарка           | деревня         | ↘12       | Мелехинский сельсовет        |
| 130 | Репище             | село            | ↘22       | Никольский сельсовет         |
| 131 | Роговинка          | деревня         | ↘64       | Титовский сельсовет          |
| 132 | Рождественское     | село            | ↗36       | Никольский сельсовет         |
| 133 | Рудка              | деревня         | ↘40       | Вышнеольховатский сельсовет  |
| 134 | Секачевка          | деревня         | ↘56       | Охочевский сельсовет         |
| 135 | Семёновка          | деревня         | ↗68       | Вишнёвский сельсовет         |
| 136 | Сеновое            | посёлок         | ↘19       | Титовский сельсовет          |
| 137 | Сербинка           | деревня         | ↘9        | Теребужский сельсовет        |
| 138 | Сергеевка          | деревня         | ↘73       | Вишнёвский сельсовет         |
| 139 | Сидоровка          | деревня         | ↘178      | Троицкокраснянский сельсовет |
| 140 | Слобода            | деревня         | ↘24       | Троицкокраснянский сельсовет |
| 141 | Соловьёвка         | деревня         | ↘29       | Никольский сельсовет         |
| 142 | Старая Слободка    | деревня         | ↘39       | Титовский сельсовет          |
| 143 | Старая Чижовка     | деревня         | ↘33       | Знаменский сельсовет         |
| 144 | Струковка          | деревня         | ↘56       | Знаменский сельсовет         |
| 145 | Струковка          | деревня         | ↘23       | Троицкокраснянский сельсовет |
| 146 | Суходол            | посёлок         | ↘22       | Озёрский сельсовет           |
| 147 | Теребуж            | посёлок станции | →0        | Знаменский сельсовет         |
| 148 | Тестово            | село            | ↘27       | Титовский сельсовет          |
| 149 | Титово             | деревня         | ↘65       | Титовский сельсовет          |
| 150 | Толубеевка         | деревня         | ↘13       | Теребужский сельсовет        |
| 151 | Трифоновка         | деревня         | ↘10       | Теребужский сельсовет        |
| 152 | Хитровка           | деревня         | ↘103      | Охочевский сельсовет         |
| 153 | Чапельник          | посёлок         | ↘1        | Никольский сельсовет         |
| 154 | Чернявка           | деревня         | ↘325      | Охочевский сельсовет         |
| 155 | Чижовка            | деревня         | →0        | Большезмеинский сельсовет    |
| 156 | Шаталовка          | деревня         | ↘213      | Охочевский сельсовет         |
| 157 | Шатиловка          | деревня         | ↘11       | Знаменский сельсовет         |
| 158 | Шестаковка         | деревня         | ↘5        | Вышнеольховатский сельсовет  |
| 159 | Шпили              | деревня         | ↘7        | Косоржанский сельсовет       |
| 160 | 1-е Есенки         | деревня         | ↘72       | Титовский сельсовет          |
| 161 | 1-е Мелехино       | село            | ↘26       | Мелехинский сельсовет        |
| 162 | 1-й Патепник       | деревня         | ↘48       | Крутовский сельсовет         |
| 163 | 1-я Семёновка      | деревня         | ↘414      | Охочевский сельсовет         |
| 164 | 2-е Есенки         | деревня         | ↘11       | Мелехинский сельсовет        |
| 165 | 2-е Мелехино       | село            | ↘320      | Мелехинский сельсовет        |
| 166 | 2-й Патепник       | деревня         | ↗62       | Крутовский сельсовет         |
| 167 | 2-я Семёновка      | деревня         | ↘25       | Охочевский сельсовет         |

## Экономика
Основу экономики Щигровского района составляет сельское хозяйство. Основные промышленные предприятия сосредоточены на территории города Щигры, который в состав района не входит. На полях района выращивают пшеницу, ячмень, овёс, гречиху, кукурузу, сахарную свёклу, бахчевые культуры. Площадь сельскохозяйственных угодий составляет 105,9 тысяч гектар, пашни 89,5 тысяч гектар. По состоянию на 2003 год на селе работали 62 фермера и было зарегистрировано 237 индивидуальных предпринимателей.
Внутрирайонные пассажирские перевозки осуществляются ОАО «Щигрыавтотранс» (бывшая автоколонна № 1774). На территории Щигровского района действует несколько автозаправочных станций.

## Транспорт
Железнодорожный транспорт
Через район проходят однопутная тепловозная линия «Курск—Касторная» и ветка «Охочевка—Колпны» Орловско-Курского отделения Московской железной дороги. Осуществляется пригородное железнодорожное сообщение. На территории района находится железнодорожная станция Охочевка и остановочные пункты: Мелехино, Теребуж, Косоржа, разъезд 53 км (село Шаталовка), а также ОП 12 км.
Автомобильный транспорт
Автомобильная трасса Курск — Черемисиново, автодороги районного значения.

## Культура и образование
В Щигровском районе действуют 4 центральных и 14 сельских домов культуры, а также 4 клуба досуги и 3 сельских клуба. Население района обслуживают 25 библиотек. В городе Щигры находятся следующие учреждения культуры, подчинённые администрации Щигровского района: 1 районный дом культуры, 1 районный организационно-методический центр, 1 Щигровский центр досуга, 1 Щигровская районная библиотека.
В Щигровском районе работает 16 средних и 3 начальных общеобразовательных школы.
Район-побратим Щигровского района — Сакский район Республики Крым

## Здравоохранение
В Щигровском районе действует шесть врачебных амбулаторий, а также центральная районная больница на 280 коек.

## Известные жители
- Александр Николаевич Михайлов — губернатор Курской области, родился 15 сентября 1951 года в селе Косоржа Щигровского района.
- Леонид Иванович Руднев — заслуженный художник РСФСР, родился 9 июня 1938 года в селе Нижняя Озерна Щигровского района.
- Юрий Александрович Князев — врач, заслуженный деятель науки РФ, родился 10 июня 1934 года в селе Большой Змеинец Щигровского района.
- Николай Васильевич Сергеев — советский актёр, родился 3 декабря 1894 в д. Озёрки Щигровского уезда Курской губернии.